# Flixton, The Saints
Flixton är en by och en civil parish i distriktet East Suffolk i grevskapet Suffolk i England. Orten har 176 invånare. Den har en kyrka.